# Charles Cripps, I barone Parmoor
Charles Alfred Cripps, I barone Parmoor (West Holey, 3 ottobre 1852 – Henley On Thames, 30 giugno 1941) è stato un politico inglese.

## Biografia
Cripps era il terzo figlio di Henry William Cripps, un ricco avvocato, e di sua moglie, Julia Lawrence. Frequentò il Winchester College e il New College.

## Carriera
Nel 1877 entrò nel Middle Temple e iniziò a lavorare come avvocato. Divenne un membro del Queen's Counsel nel 1890. Venne nominato procuratore generale del Principe di Galles nel 1895, carica che mantenne fino al 1914.

### Carriera politica
Cripps affermò di essere stato un sostenitore del partito liberale, ma in ossequio al sentimento conservatore del padre, rifiutò di occuparsi di politica. Tuttavia si schierò con gli unionisti sulla questione dell'Irlanda e fu eletto come unionista al Parlamento per il collegio di Stroud alle elezioni del 1895, dove divenne un membro della Commissione del Sudafrica. Perse il suo posto nel 1900, ma ben presto ritornò come deputato per il collegio di Stretford.
Come devoto anglicano, Cripps fu molto attivo negli affari della chiesa e fu nominato Vicario Generale di York nel 1900 e di Canterbury nel 1902. Ancora una volta perse il seggio nella schiacciante vittoria liberale delle elezioni del 1906, ma fu eletto per il collegio di Wycombe nelle elezioni del gennaio 1910. Ricevette il titolo di barone Parmoor dal governo liberale nel 1914. Fu nominato membro del Consiglio privato e al suo Comitato Giudiziario, e durante la prima guerra mondiale diresse un comitato determinante per il risarcimento dei danni causati dai bombardamenti aerei tedeschi.
La guerra ebbe un profondo effetto sulle opinioni politiche di Parmoor, che considerò l'entrata in guerra una decisione disastrosa.
Parmoor approvò la dichiarazione di pace del partito laburista alle elezioni del 1923. Dopo le elezioni, ricevette una lettera da Ramsay MacDonald che lo invitava a farne parte. Fu nominato Lord presidente del Consiglio e Leader della Camera dei lord. Macdonald, che ricopriva la carica di ministro degli Esteri, scelse Parmoor come rappresentante britannico al Consiglio della Società delle Nazioni e per l'Assemblea nel settembre 1924.

## Matrimoni

### Primo Matrimonio
Sposò, il 27 ottobre 1881, Theresa Potter (5 ottobre 1852-22 maggio 1893), figlia di Richard Potter. Ebbero cinque figli:
- Alfred Cripps, II barone Parmoor (27 agosto 1882-12 marzo 1977);
- Ruth Julia Cripps (1884-27 marzo 1978), sposò Sir Alfred Egerton, non ebbero figli;
- Frederick Cripps, III barone Parmoor (4 luglio 1885-5 ottobre 1977);
- Leonard Harrison Cripps (21 aprile 1887-1 febbraio 1959), sposò Miriam Barbara Joyce, ebbero due figli;
- Sir Richard Stafford Cripps (24 aprile 1889-21 aprile 1952), sposò Isobel Swithinbank, ebbero quattro figli.

### Secondo Matrimonio
Sposò, il 14 luglio 1919, Marian Ellis (6 gennaio 1878-6 luglio 1952), figlia di John Edward Ellis. Non ebbero figli.

## Morte
Morì il 30 giugno 1941, all'età di 88 anni.